# Tawas City
Tawas City é uma cidade localizada no estado americano de Michigan, no Condado de Iosco.

## Demografia
Segundo o censo americano de 2000, a sua população era de 2005 habitantes.
Em 2006, foi estimada uma população de 1937, um decréscimo de 68 (-3.4%).

## Geografia
De acordo com o United States Census Bureau tem uma área de
5,5 km², dos quais 4,4 km² cobertos por terra e 1,1 km² cobertos por água. Tawas City localiza-se a aproximadamente 180 m acima do nível do mar.

## Localidades na vizinhança
O diagrama seguinte representa as localidades num raio de 28 km ao redor de Tawas City.